# Kóbor kutya

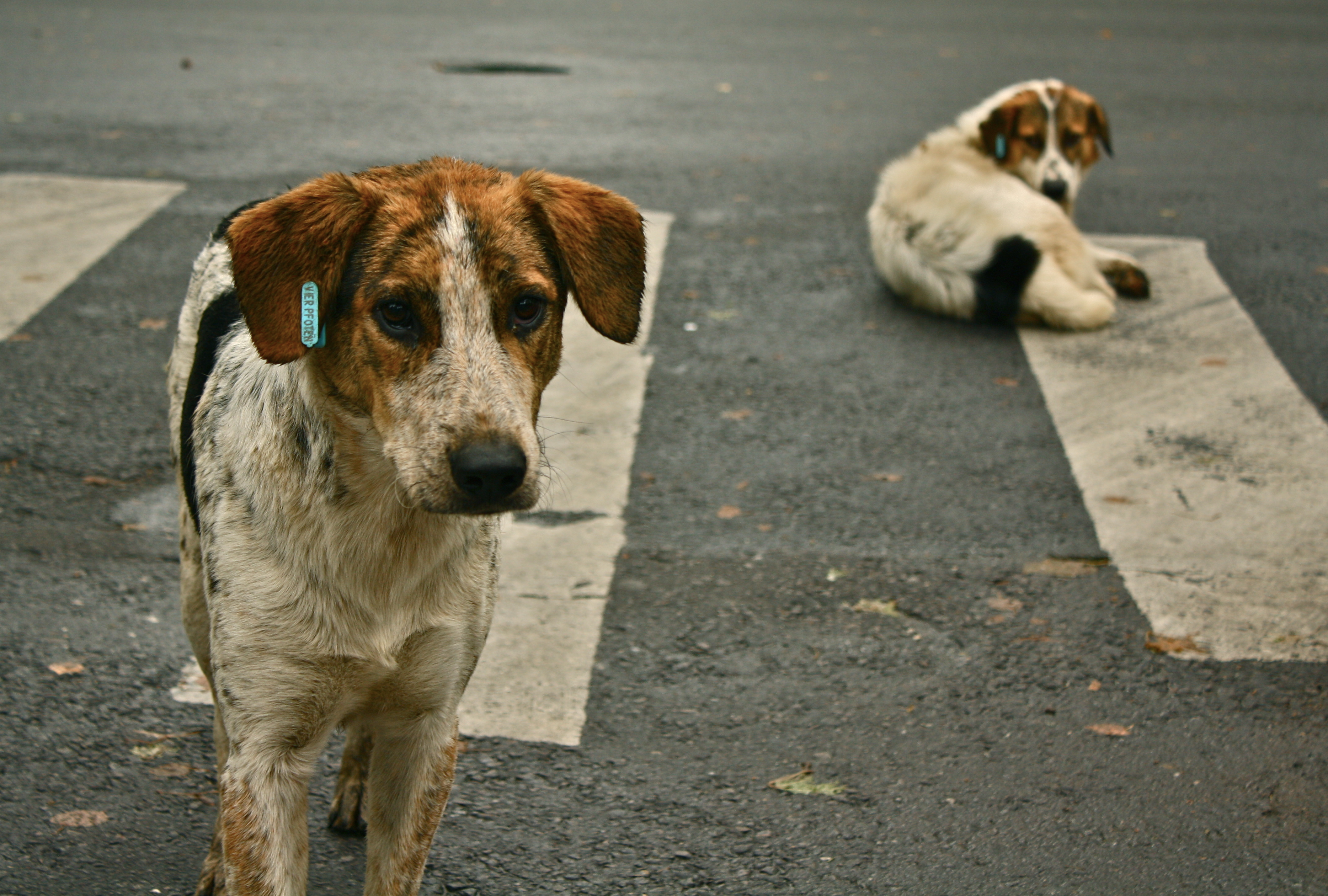
Kóbor kutyák

Azokat a kutyákat, amelyek a gazdájuk (felügyelőjük), nyakörv, vagy egyéb azonosító nélkül tartózkodnak közterületen, sok országban kóbor kutyának tekintik, míg máshol  bátorítják a kutyákat, hogy elkóborolva, gondoskodjanak saját élelmezésük egy részéről, Moszkvában például teljesen természetes a kóbor kutyákról való gondoskodás, egy barbár módon megölt Malcsik (oroszul: Мальчик) nevű kutyának emlékművet is állítottak „könyörület” címen.
A felügyelet nélkül a közterületen kóborló kivert, vagy eltévedt kutyák közegészségügyi, illetve közbiztonsági kockázatot jelentenek, hiszen nem kapják meg a védőoltásokat, féregtelenítést, valamint éhesen rátámadhatnak a járókelőkre is.
A gazdájuktól elkóborolt (esetleg a gazdája által kivert kutya) túlélési esélyei meglehetősen rosszak, ami nagy evolúciós nyomást jelent a populációra.  Egy adott területen a kóbor kutyák számát a terület jellegzetességei határozzák meg (élelemforrások, búvóhelyek). A területen a kutyák számát a terület rendezésével, az élelemforrások (a kutyák etetése, szemétkupac, bármi ehető) visszafogásával lehet csökkenteni. Az egyes egyedek befogásával vagy elpusztításával csak időleges eredményeket lehet elérni, azonban egyes helyeken a kóborló állatok akkora problémát okoznak, hogy kilövési engedélyt adnak ki rájuk. A kóbor kutyák irtása azonban több veszélyt is hordoz, mivel nagy valószínűséggel azokat a kutyákat tudják kilőni, amelyek még nemrég kóboroltak el, így még lenne esélyük hazatalálni, illetve a kutyáknak kitett méreg esetleg emberek, vagy védett állatok szervezetébe jut.
Fontos különbséget tenni a városi, illetve természetes környezetben élő kóbor kutyák között, mivel eltérő a gazdasági társadalmi hatásuk, illetve más evolúciós nyomás alatt állnak, az eltérő alkalmazkodási kényszerek miatt.
Az 1996. évi LV. törvény a vad védelméről, a vadgazdálkodásról, valamint a vadászatról kimondja, hogy amennyiben egy kutya vadat űz, a vadásznak feladata azt elpusztítani, a vadállomány védelmében

## A kóbor kutyák számának csökkentése
Az állatvédők szerint a kóbor kutyák számának csökkentése az állatok azonosíthatóságának (Chipelés, tetoválás) előírásával, ivartalanítással, valamint felvilágosító kampányokkal érhető el. Az egyedi azonosíthatóság segíti a kötelező egészségügyi beavatkozások (veszettség elleni oltás esetleg féreghajtás) ellenőrzését, illetve az eltévedt ebet segít visszajuttatni a gazdájához.
Magyarországon a kóbor kutyák száma egyes becslések szerint a 300 ezret is elérheti (2020).

## Az elkóborolt kutyák keresése

### A megelőző óvatosság

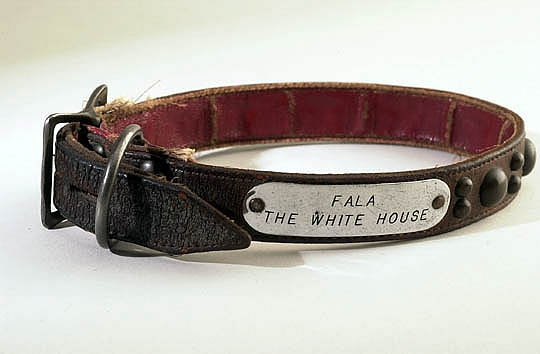
Nyakörv névtáblával (A Fehér Házban lakó Fala kutyáé)

- Legyen chipezve, a chip legyen regisztrálva (Amit a kutya esetén az állatvédelmi törvény is előír). Ebben az esetben, ha megtalálják akkor is visszakerülhet, ha a nyakörvét ellopták.
- A nyakörvön legyen jól olvasható tábla, a kutya nevével, a gazda elérhetőségével.
- A behívást minden körülmények között gyakorolni kell.

### Ha a kutya eltűnt
- Ha a kutya eltűnt, akkor a lakóhely, illetve az utolsó ismert hely környékén célszerű szórólapokkal, plakátokkal felhívni a figyelmet az állatra.
  - A plakát és a szórólapok tartalmazzák:
    - A kutya (lehetőleg színes) fényképét, amin látszanak az állat méretei, jellegzetességei
    - Életkorát, fajtáját
    - Leírását
    - Az eltűnés helyét, idejét
    - A gazda elérhetőségét
- Járjuk végig (esetleg a szórólapozással összekötve) lakóhely és az eltűnés helyének környékét.
- Járjuk végig a környékbeli menhelyeket, ebrendészeti telepeket.
- Közösségi oldalakon (Facebook, Netboard.hu kutya fórum, allatok.info) érdemes közzétenni a hirdetést[12]

## Talált kutya
Amennyiben valaki elkóborolt kutyát talál:
- A befogásnál vegye figyelembe, hogy a saját biztonsága a legfontosabb
- A befogással kapcsolatban segítséget kaphat
  - a helyi ebrendészeti telepen[13]
  - Fajtamentőktől
  - Helyi állatmenhelyektől
- Ha van rajta biléta, vegyük fel a kapcsolatot a gazdájával
- Az állatorvosok ellenőrizni tudják, hogy van-e chipelve. Ha igen fel tudja venni a kapcsolatot a gazdájával
- Plakátoljuk ki a környéket a kutya adataival:
  - A kutya (lehetőleg színes)  fényképét, amin látszanak az állat méretei, jellegzetességei
  - Életkorát, fajtáját
  - Leírását
  - A megtalálás helyét, idejét
  - A befogadó elérhetőségét
- Közösségi oldalakon (Facebook,  Netboard.hu kutya fórum, allatok.info) érdemes közzétenni a hirdetést[14]

Ha a gazdájához nem sikerül visszajuttatni, akkor az állatvédelmi szervezetek (például az Ebárvaház Nonprofit Egyesület) segítségét lehet kérni.

## Kóbor kutyák Moszkvában
A Szovjetunió szétesése után Moszkvában jelentősen megemelkedett a kóbor kutyák száma. Erre az etológusok is felfigyeltek és vizsgálni kezdték a Moszkva utcáin kóborló ebeket.
A kóbor kutyák egy része képes kihasználni az ember teremtette városi környezet előnyeit, és ennek megfelelően különböző túlélési stratégiákat alkalmazni:
- Őrző kutyák: Biztonsági őrökhöz csatlakozva dolgoznak meg az élelemért.
- Kéregetők: Nem kötődnek egyes emberekhez koldulásból, a nekik dobott falatokból tartják fenn magukat.
- Kukázók
- Visszavadult kutyák: A városban található rágcsálókra, kisebb állatokra vadásznak.

Etológusok megfigyelése szerint a moszkvai metróban lakó hozzávetőleg 500 kutya közül körülbelül 20 megtanulta a metróhálózat használatát. A rendszeresen utazó kóbor kutyák az elhagyott külvárosokban töltik az éjszakát, majd metróval beutaznak a belvárosba, ahol több élelmet találnak, sőt, még a kistestű kutyák koldulnak is, és az alamizsnát megosztják társaikkal. A metrót meglehetősen tudatosan használják, igyekeznek kevéssé zsúfolt kocsiba szállni, ha valamilyen okból nem tudnak a kívánt állomáson leszállni az emberekhez hasonlóan felszállnak az ellenkező irányban közlekedő szerelvényre és visszautaznak a célállomásra. A metróban utazó kutyák rajongói saját honlapot üzemeltetnek.

## Érdekességek
Egyes kutyák megtanulták a zebráknál a közlekedési lámpák jelzéseit. Etológusok vizsgálata szerint inkább a megjelenített ábrát, mint a lámpa színét használják a jelzések azonosításához.
A világ egyik legismertebb kutyája, a Szputnyik–2 utasa  Lajka is Moszkva utcáin kóborolva kezdte a pályafutását.
A kóbor kutyák nemcsak az egyszerű jelzéseket képesek megtanulni, hanem intelligensen használják a városi tömegközlekedést, erre a legjobb példa a moszkvai kóbor kutyák esete. A szóban forgó kutyák a külvárosban laknak, és a városi lakosokhoz hasonlóan a metróval járnak be a városba szükségleteik kielégítése végett.